# 175 (numero)
Centosettantacinque (175) è il numero naturale che segue il 174 e precede il 176.

## Proprietà matematiche
- È un numero dispari.
- È un numero composto con i seguenti divisori: 1, 5, 7, 25, 35 e 175. Poiché la somma dei suoi divisori è 73 < 175, è un numero difettivo.
- È un numero decagonale.
- È un numero di Ulam.
- In base 10, è divisibile per il prodotto delle sue cifre.
- È parte delle terne pitagoriche (49, 168, 175), (60, 175, 185), (105, 140, 175), (175, 288, 337), (175, 420, 455), (175, 600, 625), (175, 2184, 2191), (175, 3060, 3065), (175, 15312, 15313).
- È un numero congruente.
- È un numero malvagio.

## Astronomia
- 175P/Hergenrother è una cometa periodica del sistema solare.
- 175 Andromache è un asteroide della fascia principale del sistema solare.
- NGC 175 è una galassia spirale della costellazione della Balena.

## Astronautica
- Cosmos 175 è un satellite artificiale russo.